# Ivana Popović
Ivana Popović est une ancienne joueuse de volley-ball serbe née le 13 janvier 1983 à Paris (France). Elle mesure 1,84 m et jouait au poste d'attaquante. 

## Clubs
| Club                    | De        | À         |
| ----------------------- | --------- | --------- |
| Étoile Rouge            | 2002-2003 | 2005-2006 |
| Club Voleibol Aguere    | 2006-2007 | 2006-2007 |
| Pallavolo Ostiano       | 2007-2008 | 2007-2008 |
| CV Las Palmas           | 2008-2009 | 2008-2009 |
| Volley Vicenza          | 2009-2010 | 2009-2010 |
| CV Cuesta Piedra        | 2010-2011 | 2010-2011 |
| Time Volley Matera      | 2011-2012 | 2011-2012 |
| C.V. Arona Tenerife Sur | 2016-2017 | 2017-2018 |

## Palmarès
- Championnat de Serbie-et-Monténégro
  - Vainqueur : 2003, 2004.
  - Finaliste : 2005.
- Coupe de Serbie-et-Monténégro
  - Finaliste : 2004.
- Coupe d'Espagne
  - Finaliste : 2007.